# Mary Marvel
Mary Marvel es una personaje ficticia originalmente publicado por Fawcett Comics y ahora propiedad de DC Comics. Creada por Otto Binder y Marc Swayze, apareció por primera vez en Captain Marvel Adventures # 18 (diciembre de 1942). El personaje es un miembro de la familia de héroes Marvel / Shazam asociado con el superhéroe llamado Shazam / Capitán Marvel.
Ella es el alter ego de la adolescente Mary Batson (nombre adoptado Mary Bromfield), hermana melliza del alter ego del Capitán Marvel, Billy Batson. Al igual que su hermano, a Mary se le ha otorgado el poder del mago Shazam, y solo tiene que pronunciar el nombre del mago para transformarse en la superpotencia Mary Marvel. Mary Marvel fue una de las primeras escisiones femeninas de un gran superhéroe masculino, y es anterior a la introducción de la prima de Superman, Supergirl (también creada por Otto Binder) por más de una década.
Siguiendo la licencia de DC de los personajes de la Familia Marvel en 1972, Mary Marvel comenzó a aparecer en DC Comics, coprotagonizada en series de DC como Shazam! (1973-1978) y El Poder de Shazam! (1995-1999). Dos series limitadas de 2007-2009, Conteo para la Crisis Final, presentan una versión malvada de Mary Marvel que adquirió poderes del primer enemigo de la Familia Shazam, Black Adam, y del dios supervillano de Apokoliptian, Desaad. En la continuidad actual tras el nuevo 52 de DC en reinicio, Mary Bromfield aparece como uno de los hermanos adoptivos de Billy Batson, y puede compartir el poder de Billy a su antojo de convertirse en una superhéroe adulta (Lady Shazam, y más tarde solo Shazam)  similar a la tradicional Mary Marvel (los apodos de "Marvel" se retiraron con el reinicio).
Mary Bromfield y Lady Shazam llegaron a la película del Universo Extendido de DC para Shazam! (2019), interpretadas por Grace Fulton y Michelle Borth, respectivamente y Fulton está lista para seguir en una secuela, Shazam! Fury of the Gods, en 2023.

## Biografía

### Origen de la Original Fawcett
La primera aparición de Mary Marvel en Captain Marvel Adventures # 18 también contó su historia original.
Cuando eran bebés, los mellizos Billy y Mary Batson fueron amamantados por una mujer llamada Sarah Primm. Cuando los padres de los Batsons murieron en un accidente automovilístico, Primm tuvo que enviar a los dos niños a un orfanato. Sin embargo, Primm está decidida a dar al menos un hogar a uno de los niños, y hace arreglos para que Mary tome el lugar de otra niña que murió repentinamente mientras estaba bajo el cuidado de Primm. Como resultado, Billy es enviado a un orfanato mientras su hermana es criada por la acaudalada Sra. Bromfield.
Varios años después, Billy Batson se convierte en un locutor de radio adolescente. Mientras hospeda un quizbowl en el aire, recibe una carta urgente de Sarah Primm, ahora en su lecho de muerte, solicitando su presencia. Billy va a verla durante un receso, y Primm le cuenta el secreto de su hermana perdida. Para ayudarlo a encontrar a Mary, Primm le da a Billy un medallón roto por la mitad y le dice al niño con su último aliento que Mary usa la otra mitad.
Una vez finalizada la transmisión de quizbowl, Billy le cuenta a su mejor amigo Freddy Freeman sobre su hermana y el medallón. Billy luego recuerda que una de las concursantes de quizbowl, una chica rica llamada Mary Bromfield, llevaba un medallón roto. Él y Freddy rastrean la limusina de Mary en sus superpoderes del Capitán Marvel y el Capitán Marvel Jr. y se encuentran en servicio para salvar a Mary de una pandilla de secuestradores.
El Capitán Marvel se entera de que el relicario de Mary coincide con el suyo y que ella es la hermana de Billy. Los Marvel revelan sus identidades secretas a Mary, quien se pregunta si, ya que ella es la melliza de Billy, podría convertirse en una Marvel diciendo la palabra mágica "Shazam". Billy, sin embargo, tiene la certeza de que "el viejo Shazam, tú sabes quién, no le daría sus poderes a una chica".
En ese momento, los secuestradores se despiertan, atan y amordazan a Billy y Freddy, impidiéndoles decir sus palabras mágicas. Mary exclama que Billy no puede decir "Shazam", diciendo sin darse cuenta la palabra ella misma. Luego, es golpeada por un rayo mágico y se transforma en una versión súper poderosa de sí misma, más tarde bautizada como "Mary Marvel" por su hermano. Ella derrota a los matones sola, descubriendo que ella es a prueba de balas y tiene una fuerza estupenda, y libera a Billy y Freddy. Shazam más tarde revela a las diosas de las que Mary deriva sus poderes.

### Modificado DC origen
El origen de DC actualizado de Mary Marvel se presentó en el Poder de Shazam! Novela gráfica y series en curso, escrita por Jerry Ordway.
Los destacados arqueólogos CC y Marilyn Batson son asignados por la expedición Sivana en una excursión a Egipto. Se llevan a su hija Mary, pero se ven obligadas a dejar a su hijo Billy en Estados Unidos con el medio hermano de C.C. Los Batsons mayores son asesinados por su socio Theo Adam, quien luego secuestra a Mary. Tras el regreso de Theo Adam a los Estados Unidos, la hermana de Adam, una doncella llamada Sarah Primm, toma a Mary a su cargo. Primm hace arreglos para que sus empleadores sin hijos, Nick y Nora Bromfield, adopten ilegalmente a Mary. Como Mary Bromfield, la niña crece viviendo una vida idílica en una familia rica, pero continuamente tiene sueños de otra familia con un hermano que nunca ha visto.
Mientras tanto, Billy finalmente se encuentra en las calles y se le da el poder de convertirse en el Capitán Marvel. Se entera de que Mary sigue viva, pero después de cuatro años de búsqueda, ni él ni su benefactor, el mago Shazam, pueden encontrar a la niña. Lo único por lo que Billy tiene que recordar a Mary es su juguete favorito, una muñeca "Tawky Tawny", que fue enviada a Estados Unidos con las posesiones de los Batsons después de sus asesinatos.
Cuando era una adolescente, Mary ingresa a un concurso de ortografía regional que se lleva a cabo en Fawcett City y que emite Billy, que trabaja como reportera en la radio WHIZ. Después de salvar a Mary de los secuestradores dos veces más que el Capitán Marvel, Billy se da cuenta de lo mucho que Mary Bromfield le recuerda a Mary Batson y tiene un policía encubierto llamado "Muscles". McGinnis recupera el historial de adopción forjado de la niña. Al enterarse de que Mary es su hermana, Billy trata de encontrar una manera de que Mary sepa que él es su hermano. La vieja muñeca "Tawky Tawny" de repente se transforma en un tigre humanoide de tamaño completo y cobra vida, y le dice a Billy que se lo lleve a Mary. Como Capitán Marvel, Billy vuela a la ciudad natal de los Bromfield, Fairfield, para entregarle la muñeca y los papeles de adopción a Mary.
La capitana Marvel llega a la finca de Bromfield y se muda de nuevo con Billy Batson para entregar el paquete, pero es secuestrada inmediatamente por los matones que ayudaron a Primm a falsificar los registros de adopción de Mary. Mary, no habiendo visto a Billy, toma el paquete y lo abre, descubriendo los registros de adopción y el muñeco Tawky Tawny. Una vez más, la muñeca cobra vida e instruye a la desconcertada chica para que diga la palabra mágica "Shazam" y salve a su hermano. Mary cumple y es transformada por un rayo de magia en un doppelganger superpoderado de su madre fallecida. Ella salva a Billy, quien se transforma en el Capitán Marvel para ayudar a Mary a derrotar a los matones, pero los dos Marvels no pueden salvar a Sarah Primm, quien es asesinada por uno de los matones.

### Los Juicios de Shazam! y Conteo
En la vista previa de once páginas de Judd Winick y Howard Porter, Trials of Shazam! serie limitada que aparece en el cómico de un disparo Brave New World (junio de 2006), Mary Marvel pierde sus poderes en pleno vuelo como consecuencia de la muerte del mago Shazam por el Espectro en el Día de la Venganza # 6, y cae desde una altura de tres millas (esto contradice sus apariciones en la serie 52 , ya que aparece en esa serie usando sus poderes, a pesar de que 52 tienen lugar cronológicamente después del Día de la Venganza). Mary sobrevive a la caída pero entra en coma, y Freddy Freeman, quien perdió el poder para convertirse en el Capitán Marvel Jr. de la misma manera, la trasladaron a un hospital en la ciudad de Nueva York donde él puede vigilarla. Él gasta todo su dinero para ayudarla.
En la cuenta regresiva # 51, Mary sale del hospital. Ella encuentra que todavía está impotente y una nota dejada por Freddy Freeman con una enfermera le pide que no lo busque ya que él está tratando de recuperar los poderes de Shazam, según las órdenes de Marvel. Mientras se dirigía a Gotham City (a pesar de que Madame Xanadu le había advertido que evitara el lugar en Countdown # 50), Mary se topa con la antigua embajada de Kahndaqi mientras era perseguida por criminales violentos del metro, quienes son asesinados por Black Adam. Black Adam la amenaza airadamente María le dice a Adam cuánto valora sus poderes y cómo desea recuperarlos. Adam, amargado por la pérdida de su esposa Isis y su cuñado Osiris durante los sucesos del 5 , así como su fracaso en resucitar a la primera, le da a Mary sus poderes en lugar de matarla. Se transforma en el mortal Teth-Adam, a quien Mary rescata de una pared que se le derrumba. Mary usa un traje negro que se ajusta a la forma y maneja los poderes de Adam como un personaje más oscuro y enojado. Mientras busca a un tutor para ayudarla a aprovechar su poder siguiendo el consejo de Riddler reformado, se encuentra con Klarion, el niño brujo, en un mercado de magia oscura, que intenta tomar su poder, luego Zatanna, quien la expulsa de su casa después de Una pelea, y luego Eclipso, que solo alimenta su salvaje abandono. Ella usa una justicia más dura, como convertir a los soldados en piedra y encoger a los cazadores furtivos para que sus canteras los persigan.
Su alianza, sin embargo, parece romperse cuando Eclipso, con la esperanza de complacer a su maestro Darkseid, ofrece a la joven y bella Mary como su nueva concubina, razonando que las dos mujeres siempre podrían descargar el conocimiento arcano de Darkseid, matarlo y tomar su lugar. Mary se niega a venderse por más poder, golpea a Eclipso con su propio cristal y huye, enfurecida. Eclipso la alcanza y recupera el diamante. Eclipso luego se marcha, dejando a Mary sola de nuevo. Algún tiempo después, Eclipso regresa con la esperanza de terminar con ella, pero Mary es demasiado fuerte para ella.
Mary experimenta un cambio de mentalidad, y al darse cuenta de que los poderes de Black Adam son tan responsables de su corrupción como Eclipso, se despoja de ellos al alimentar el rayo en Eclipso, quien intenta matarla y tomar su poder. Ambas mujeres pierden sus poderes y caen al océano. Sin embargo, una Mary sin poder aterriza en el suelo de Themyscira, donde la reina Hippolyta la presenta en la rebelión contra Abuela Bondad, quien se hace pasar por la diosa Atenea.
Mary, Holly Robinson y Harleen Quinzel logran revelar el engaño de Bondad, y el trío la sigue hasta Apokolips. Después de escapar de las Furias femeninas, María comienza a escuchar las voces de los dioses. El grupo logra liberar a los dioses olímpicos de una cámara de Apokoliptan, y los poderes de Mary Marvel se restauran junto con su traje blanco, que ahora tiene un rayo gris y mangas largas.
Después de viajar con los Challengers de Tierra-51 y presenciar el gran desastre que se produce allí, Mary finalmente regresa a su casa y encuentra a Darkseid esperándola. Al recordarle lo fuerte que se sentía al usar los poderes de Black Adam, y afirmando que los dioses no confían tanto en ella ahora, él se los devuelve, restaurando su traje negro. Luego se enfrenta a Donna Troy, Kyle Rayner, Forager y Jimmy Olsen, y le pide a Jimmy que lo lleve de vuelta a Darkseid. Cuando Donna cuestiona el uso de los poderes por parte de Mary, Mary insiste en que ella no es malvada, simplemente "manejada". Después de la derrota de Darkseid, Mary regresa a Black Adam, pidiendo ser parte de una nueva familia de Black Marvel. Adam se niega a ella y, después de una gran rabieta, decide convertirse en una superheroína en solitario.

### Crisis Final
Mary regresa en Final Crisis, todavía aparentemente en el thrall de Darkseid, usando un traje negro nuevo con un aspecto más punk. Ataca a la Mujer Maravilla, rasguñando el brazo de la Amazona e infectándola con un virus desconocido que sale de un frasco de vidrio roto con un símbolo de oro Omega. Más tarde, cuando los héroes de la Tierra atacan a Blüdhaven, Black Adam nota que ha sido poseída por uno de los Nuevos Dioses, un "anciano que mira con nerviosismo". La María poseída afirma tener una nueva palabra mágica sucia, un nombre blasfemo de poder y tener nuevos dioses. Durante una acalorada batalla con Supergirl, Black Adam se entera de que el dios maligno Desaad, fue quien poseyó a María. Black Adam intenta matarla, pero es detenido por Freddy. Más tarde, distraído por las hordas de seguidores de Anti-Life a punto de atacar, Freddy Freeman, el nuevo Capitán Marvel, agarra a Mary y usa lo último de su magia para volver a la normalidad. Aunque horrorizada por sus acciones mientras estaba poseída por Desaad, y diciendo que nunca tuvo la intención de que esto sucediera mientras lloraba, se la ve parada con Freddy con los clubes en sus manos, esperando el fin del mundo.

### Sociedad de la Justicia de América
Después del final de la Crisis, Mary es reclutada por Black Adam e Isis, quienes se han hecho cargo de la Roca de la Eternidad que antes era el señor Shazam, derrotando al Capitán Marvel y robando sus poderes, utilizando el escarabajo mágico que Shazam solía tomar potestades. Durante una batalla entre Black Adam, Isis y la Sociedad de la Justicia, que había sido convocada por Billy, la malvada Mary Marvel secuestra a un impotente Billy Batson y lo obliga a convertirse en un Marvel Negro adolescente al compartir sus poderes y obligarlo a decir "Mary Maravilla".
Las dos malvadas de Marvel Negro se unen a Adám e Isis, quienes intentan usar el poder de Shazam para destruir el mundo moderno y luchar contra la Sociedad de la Justicia. Cuando Isis comienza a atacar a los ciudadanos del nativo de Adam, Khandaq, y al amigo de Adam, Átomo Smasher, él cambia de lealtad y se une al Flash de la Sociedad de Justicia y el espíritu del padre de Mary y Billy para ayudar a resucitar al mago Shazam de la Roca de la Finalidad, donde ha sido sellado en piedra. Adán negro renuncia a sus poderes para devolver la vida al mago. Shazam, con prontitud y enojo, retira sus poderes de Mary, Billy e Isis, convierte a Teth Adam e Isis en piedra, y cierra todo contacto con la Roca de la Eternidad a los niños de Batson al afirmar que Billy y Mary le fallaron. También amenaza con ir tras Freddy por robar su nombre. Los dos Batsons se ven más tarde vagando por las calles de Fawcett City, sin hogar, y preguntándose qué pasó con el espíritu de su padre.
Mary y Billy son vistos brevemente durante los eventos de Blackest Night, que ahora viven en un apartamento en Fawcett City. Mientras ve informes de noticias de los diversos héroes y villanos que son reanimados como Linternas Negras en su computadora portátil, Mary comenta lo aterrador que es no tener más sus poderes.
Mary es contactada por Blaze, quien ofrece restaurar los poderes de ella y de Billy a cambio de su asesinato de Freddy. Mary parece aceptar el trato, aparentemente envenenando a Freddy. Sin embargo, cuando Blaze llega para reclamar los poderes de Freddy, él se levanta y la ataca. Con un poco de ayuda de Mary y Billy, Freddy derrota a Blaze y la envía de regreso al infierno, y luego les promete que encontrará una manera de restaurar sus poderes perdidos.

### The New 52
El Universo DC se reinició en 2011 con la línea de cómics The New 52. En la continuidad actual, Mary aparece como Mary Bromfield, haciendo su debut en Justice League (vol. 2) #8 en 2012. Es la niña mayor que vive en el hogar de acogida de los Vázquez, junto con Billy Batson, Freddy Freeman, Eugene Choi, Darla Dudley y Pedro Peña.
Mary fue la segunda niña colocada con los Vázquez, ya que se escapó de un hogar abusivo a una edad temprana. Educada y de buenos modales, Mary funciona como la "madre de la guarida" no oficial, cuidando a sus hermanos adoptivos. Cuando Billy llega a la casa de los Vázquez y obtiene el poder para convertirse en Shazam, comparte sus poderes con sus hermanos adoptivos. Al decir la palabra mágica "¡Shazam!" Mary puede convertirse en una superheroína adulta con un uniforme rojo similar al de la tradicional Mary Marvel.

## Poderes y Habilidades
Como melliza de Billy, Mary compartió la capacidad de Billy para transformarse en un superhéroe diciendo el nombre del mago Shazam. En su pequeño estado de superpotencia, Mary Marvel originalmente usaba una blusa roja de manga corta y una falda roja con adornos dorados, que incluía una insignia y una capa de rayo.
Fawcett y la versión anterior a 1985 de Mary Marvel no derivaron sus poderes "Shazam" de las figuras mitológicas masculinas que empoderan a Billy, sino de un conjunto de benefactores femeninas: Selene para la gracia, Hippolyta para la fuerza, Ariadna (más tarde cambiado a Artemisa, diosa griega de la caza) por habilidad, Zephyrus por la flota (y el vuelo), Aurora (que luego se cambió a la diosa griega Afrodita) por la belleza y Minerva por la sabiduría, lo que sería de la siguiente manera:
Selena - Gracia
Hippolyta - Fuerza
Ariadne - Habilidad
Zephyrus - Vuelo
Aurora/Afrodita - Belleza
Minerva - Sabiduría
Aunque estas deidades fueron originalmente descritas y representadas como diosas, Zephyrus es en realidad un dios masculino. Además, la lista no tiene en cuenta todos los rasgos sobrehumanos compartidos por Billy y Mary, específicamente los poderes de invulnerabilidad, resistencia y coraje del Capitán Marvel. La Mary Marvel original seguía siendo una adolescente cuando se transformó en lugar de convertirse en una adulta madura como Billy.
El poder de Shazam: anteriormente, para cambiar de forma, Mary tenía que invocar el nombre de Shazam, invocando así hechizos que involucraban las energías de esos seres extradimensionales, una vez conocidos como dioses en la Tierra. Cuando Mary Batson dijo la palabra mágica "¡Shazam!", Se transformaría en Mary Marvel. En su forma de Mary Marvel, Mary poseía los siguientes atributos:
- S: Sabiduría de Salomón; Como Mary Marvel, Mary tuvo acceso instantáneo a una vasta cantidad de conocimientos académicos, memoria fotográfica excepcional y agudeza mental que le permiten leer y descifrar jeroglíficos, resolver largas ecuaciones matemáticas de forma instantánea y realizar conjeturas intuitivas basadas en datos limitados hasta el punto en que sus conjeturas eran casi ilimitadas. siempre correcto La sabiduría de Salomón también le dio a María la clarividencia y le brindó consejo y consejo en momentos de necesidad. Ella tenía conocimiento de todos los idiomas, antiguos y modernos, y podía hipnotizar a las personas.
- H: Fuerza de Hércules; Mary Marvel tenía increíbles cantidades de súper fuerza, era lo suficientemente fuerte como para levantar al menos 100 toneladas y podía doblar acero sin esfuerzo, perforar paredes y levantar objetos enormes. La fuerza de Mary es suficiente para que ella haya luchado contra seres como el Capitán Atom y Supergirl hasta un punto muerto. Su fuerza es paralela a la de Superman.
- A: Resistencia de Atlas; Utilizando la resistencia y la durabilidad de Atlas, Mary Marvel pudo resistir y sobrevivir a la mayoría de los tipos de agresiones físicas extremas. Si estuviera herida de alguna manera, sus energías divinas le permitirían recuperarse con una velocidad sobrehumana y con mayor finalidad que los mortales. Se necesitaría una lesión de tal magnitud que dispersara una gran parte de sus moléculas corporales para causarle una muerte física. Incluso entonces, podría haber sido posible que un dios con un poder significativo, como Zeus, Poseidon y Apolo, o un número de dioses olímpicos de igual poder trabajando juntos, la revivieran. Además, su metabolismo olímpico aseguró que no necesitaba comer, dormir ni respirar cuando estaba en forma de Mary Marvel.
- Z: Poder de Zeus; El poder de Zeus, además de alimentar el rayo mágico que transformó a Mary Marvel, también mejoró las otras capacidades físicas y mentales de Marvel, proporcionó invulnerabilidad física y resistencia contra la mayoría de los ataques y hechizos mágicos, y le permitió acceder a la Roca de la Eternidad. Marvel podría usar el relámpago como un arma esquivándolo y permitiéndole golpear a un oponente u objetivo. El rayo mágico tenía muchos otros usos, como crear aparatos, restaurar el daño causado a Marvel o actuar como combustible para los hechizos mágicos.
- A: Valentía de Aquiles; Al igual que la sabiduría, este aspecto es principalmente psicológico y le dio a Marvel cantidades sobrehumanas de fuerza interior de la cual extraer. Siempre fue apoyada por una presencia innata y armoniosa de buena voluntad y fuerza de perseverancia para que nunca se retirara de un desafío.
- M: Velocidad de Mercurio; Al canalizar la velocidad de Mercurio, Mary Marvel, aunque no es tan rápida como la de Flash, podría volar y moverse a velocidades hipersónicas que excedían Mach 10 (2 millas por segundo) mientras se encontraba en la atmósfera de la Tierra y podría volar a una velocidad cercana a la de la luz a través del espacio. Ella podía moverse lo suficientemente rápido como para no registrarse en el rango periférico normal de los humanos y aparentemente desaparecer y desaparecer a voluntad. A esta velocidad, su mente procesó la información a la par de una computadora o, al menos, a un nivel subliminal del que era consciente de su entorno. Místicamente también podría volar a través de la atmósfera a través de un acto de voluntad, lo que le permite volar a través de la atmósfera en niveles suborbitales y viajar por todo el planeta. Ella era inmune a los efectos de la altura extrema, como mareos y aturdimiento. Con esfuerzo, ella podría viajar de la tierra a la luna, pero requería parafernalia extra-precautoria para viajes interestelares. Hermes Trismegisto (en griego "tres veces grande Hermes"), un aspecto ocultista de Hermes / Mercurio, también le dio la capacidad de manejar magia y lanzar hechizos, aunque nunca usó esto como Mary Marvel, aparentemente porque no sabía cómo.

## Otras versiones

### 52
En el último número de 52, se revela un nuevo Multiverso que consta de 52 realidades idénticas. La Tierra-5 se representa como el hogar de los personajes de la familia Marvel. Como resultado de los aspectos de "comer" de Mister Mind de este universo, toma aspectos similares a los de la crisis anterior a la Tierra-S. Aunque los personajes no están nombrados en el panel en el que aparecen, se muestra un personaje que se parece a Mary Marvel. El coautor de 52, Grant Morrison ha dejado en claro que este universo alternativo no es el anterior a la Crisis Tierra-S.
Una versión malvada de Mary Marvel existe en un universo alternativo como miembro de "Power Posse" (análogos malvados de los Super Buddies). La señora Mary, como se la llama, viste una variante negra del atuendo tradicional de Mary, casi idéntica a su disfraz durante la serie Countdown 2007/2008.

### Shazam! The Monster Society of Evil
En la serie limitada de 2007 Shazam! The Monster Society of Evil, escrita e ilustrada por Jeff Smith, Mary Batson es representada como una niña prepubescente que no envejece cuando se transforma en Mary Marvel.
Mary se encuentra con su hermano perdido en el circo que es atacado por Alligator Men y rescatado por el Capitán Marvel. Con la ayuda de Talky Tawny, un espíritu tramposo que cambia de varias formas pero prefiere ser un tigre cuando es conveniente, los hermanos aprenden que están relacionados. Cuando Billy se transforma en el Capitán Marvel, Mary se acerca demasiado a su hermano y se ve sorprendida por la franja del rayo mágico; como resultado, Mary gana su forma Marvel (que todavía está en su edad real) que aparentemente se basa en los aspectos de varias diosas, incluida la velocidad de vuelo superior a su hermano, y los poderes derivados de una serie de benefactores femeninos. Por ejemplo, la sabiduría de Atenea es diferente de la de Salomón, lo que le permite a María percibir "vibraciones de la vida" y distinguir entre seres vivos y no vivos.
Aunque ella y Billy son secuestrados en su forma habitual por el Doctor Sivana y el señor Mind y se atragantan, Billy escapa y luego la rescata como Capitán Marvel cuando es arrojada desde la parte superior de un robot por el Doctor Sivana; ella, a su vez, lo rescata de Sivana después de que, mientras derrota a Mr. Mind, pierde sus poderes accidentalmente. María posteriormente logra restaurar sus habilidades.

#### Billy Batson and the Magic of Shazam!
Mary aparece como un personaje principal en esta serie de seguimiento. Al igual que en Monster Society of Evil, Mary tiene solo una fracción de los poderes de su hermano y sigue siendo una niña en forma súper; Aunque más rápido, ella es mucho menos fuerte. Como Mary es muy hiperactiva e imprudente, Billy la protege mucho, aunque a menudo también le molestan sus payasadas y su mal humor. Durante la batalla final contra Black Adam, ella gana brevemente una forma adulta, solo para perderla poco después y revertir a un niño.

### Justice League Beyond
En los cómics digitales de la Justice League Beyond que tendrán lugar en el futuro de DC Animated Universe (basado en la serie de televisión Batman Beyond), Mary Marvel, Billy Batson, el mago Shazam y Black Adam comparten de alguna manera el mismo cuerpo. Solo uno de ellos puede existir en el mundo real a la vez, pero puede cambiar de lugar entre sí. Ella parece estar atraída por la Linterna Verde de ese período de tiempo. Se desconoce cómo ocurrió esto.

### Tangent Comics
En la línea de Tangent Comics, Mary fue una de las tres superheroínas (las otras son Madame Xanadu y Lori Lemaris) que se hicieron pasar por una versión heroica de The Joker.

### Bombshells
En el universo alternativo de la Segunda Guerra Mundial de los Bombshells, una joven judía llamada Miriam Bätzel relaciona el folclore judío tradicional con los niños que se esconden de los nazis para mantener el ánimo en alto. Bajo el estrés de sus inminentes muertes, ella comienza a recitar los nombres de heroínas judías: "Shiphrah, Huldah, Abigail, Zipporah, Asenath, Miriam..." En el último momento, murmurando el acrónimo "S... H... A... Z... A ... M..."ella es capaz de aprovechar la energía mística y convertirse en la extremadamente poderosa Shazam, a la que los niños llaman" Miri Marvel ". En lugar de participar en súper batallas destructivas, ella usa su poder para proteger y ayudar a escapar de un gran grupo de refugiados. Ayudar a los refugiados a escapar de la guerra se convierte en su misión principal en la serie.

## En otros medios

### Televisión
- Junto con el resto de la Familia Marvel, Mary Marvel apareció en el Shazam! de 1981. La caricatura del sábado por la mañana, se transmitió la mitad como The Kid Super Power Hour with Shazam! expresada por Dawn Jeffory.
- Mary Marvel (como Mary Batson) aparece en el episodio de Batman: The Brave and the Bold, "The Power of Shazam!" expresada por Tara Strong. Al igual que con el origen de su apariencia, tanto Mary como Billy se reúnen al final del episodio después de que Batman hizo un trabajo de detective que la encontró. Luego confirman su relación como hermano y hermana a través del descubrimiento de que cada uno tiene la posesión de medio relicario que les legó su difunta madre. Ella regresa en "The Malicious Mr. Mind!", esta vez con la habilidad de transformarse en Mary Marvel. Ella y los otros miembros de la Familia Marvel, junto con Batman, combaten a Mister Mind y la Monstruosa Sociedad del Mal.
- Mary Bromfield aparece en la cuarta temporada de Young Justice, con la voz de Erika Ishii. Ella es una de las protegidas de Zatanna: los Centinelas de Magia. Ha renunciado a su identidad de superhéroe porque el poder se le estaba subiendo a la cabeza y no podía equilibrar su vida cotidiana y su vida de superhéroe. Al final de "Kaerb Ym Traeh!", ella deja a los Centinelas de Magia, y luego Abuela Bondad la tienta para que regrese a su antiguo yo en una escena poscréditos. En el final de la serie, se convierte en miembro de las Furias. Mary fue miembro del equipo Covert Ops entre las temporadas 1 y 2. Originalmente iba a aparecer en la temporada 2, así como en una historia en el cómic vinculado que se habría centrado en la Familia Marvel, aunque estos planes no no llegar a buen término.[16][17]

### Película

#### Animación
- En los foros de Comic Book Resources, la escritora Dwayne McDuffie confirmó que la Superwoman (expresada por Gina Torres) representada en la película Justice League: Crisis on Two Earths es la versión de Mary Marvel del Sindicato del Crimen de Estados Unidos, en lugar de Wonder Woman.[18] Una segunda versión alternativa de Mary apareció en una página de computadora de los miembros menores del Sindicato. Aunque inicialmente no tenía nombre en la película, el diseñador Jerome K. Moore la identificó como Mary Mayhem.[19]
- Mary Batson aparece junto con el resto de los Shazam Kids en Justice League: The Flashpoint Paradox.
- Mary Marvel aparece en la película Lego DC: Shazam!: Magic and Monsters, con la voz de Jennifer Hale.

#### DC Extended Universe
- Mary Bromfield aparece en la película de DC Extended Universe, Shazam! (2019), interpretada por Grace Fulton como adolescente y Michelle Borth como superheroína adulta.[20] Mientras que ella es la mayor de los hijos de crianza temporal, Mary ha estado trabajando en planes para inscribirse en la universidad. Después de ser casi golpeada por un camión y salvada por Shazam, Mary estaba mostrando depresión por dejar atrás a su familia acogida. Shazam le da el consejo de hacer lo que tiene que hacer. Durante la pelea de Shazam con el Doctor Sivana, Mary se entera de que Shazam es Billy Batson. Usando el báculo del Mago, Billy comparte sus poderes con sus hermanos adoptivos. De esta forma, Mary ayuda a los hermanos de crianza temporal a luchar contra los Siete Pecados Mortales, mientras que Shazam lucha contra el Doctor Sivana. Al final de la película, ella y sus hermanos adoptivos cenan en la cafetería de la escuela con Shazam y Superman.
- Grace Fulton está lista para repetir su papel como Mary Bromfield en Shazam! Fury of the Gods (2023),[21][22] estando el personaje ya en la postadolescencia. Fulton también asumirá el papel de la adulta Mary, con un cambio de maquillaje y peinado similar al de Wonder Woman.[23] En la película, después de que sus hermanos se separan y tienen intereses personales, Mary consuela a Billy sabiendo que dejará el sistema de acogida, al igual que ella, y que todos tienen que aceptar sus caminos y que nada dura para siempre. Después de que Freddy es secuestrado por las Hijas de Atlas, Hespera, Calipso y Anthea, Mary y la Familia Shazam quedan encerrados en una cúpula junto con la ciudad. Después de salvar a Freddy y al Mago Shazam, al contarles sobre el plan de Calipso ante la Manzana dorada, que tiene la semilla del Árbol de la Vida, Mary fue la última en ser arrebatada de sus poderes por Calipso, y es salvada por Billy siendo el único con poderes. Después de que los monstruos atacan la ciudad, Mary y los demás deciden ayudar a Billy montando unicornios para asustar a los monstruos. Después de la derrota de Calipso por parte de Billy, quien sacrificó su vida, Mary, Anthea, el Mago y toda la familia fueron al reino de Anthea en su funeral. Al ver llegar a Wonder Woman, quien repara el bastón del Mago y lo usa para revivir a Billy, junto con el Reino de los Dioses y la misma Anthea en recuperar sus poderes. Después de reunirse felizmente con Billy, Mary y sus hermanos también recuperan sus poderes.

### Serie web
- Una versión afroamericana de Mary Marvel estaba programada para aparecer en la temporada 2 de Justice League: Gods and Monsters Chronicles antes de que el proyecto fuera archivado.[24]
- Mary Marvel aparece como un personaje no hablante en DC Super Hero Girls.

### Diverso
- Aunque no ha aparecido en ningún otro programa de televisión o película, Mary Marvel aparece en el número 20 del cómic Liga de la Justicia Ilimitada, en el que aparece en el estilo artístico del programa de televisión Liga de la Justicia Ilimitada.
- Ella hizo un cameo en Teen Titans Go! como miembro de la Liga de la Justicia en la fantasía de Chico Bestia.
- Mary Marvel recibió una página de rompecabezas dibujada por C.C. Beck en la página 33 del número 1 de Mysteries of Unexplored (Charlton Comics, agosto de 1956).